# علي محسن السقاف
علي محسن السقاف طبيب عيون سعودي متخصص في جراحات القرنية ومقدمة العين، واستشاري بمركز السقاف التخصصي لطب العيون بمدينة جدة. له مشاركات متعددة بمؤتمرات طب العيون الدولية والعربية والمحلية وأبحاث منشورة في مجلات طب العيون المتخصصة. وهو مهتم بتعريب الطب، فقد قام بتأليف «موسوعة التبصرة في علم البصر» وهي موسوعة طبية تضم أربعة كتب عن أمراض العيون والبصريات باللغة العربية، كما أنه كان يقدم جميع محاضراته الطبية باللغة العربية.

## نسبه
علي بن محسن بن علوي بن عبد الله بن حسين بن محسن بن علوي بن سقاف بن محمد بن عمر بن طه بن عمر بن طه بن عمر الصافي بن عبد الرحمن المعلم بن محمد بن علي بن عبد الرحمن السقاف بن محمد مولى الدويلة بن علي بن علوي الغيور بن الفقيه المقدم محمد بن علي بن محمد صاحب مرباط بن علي خالع قسم بن علوي بن محمد بن علوي بن عبيد الله بن أحمد المهاجر بن عيسى بن محمد النقيب بن علي العريضي بن جعفر الصادق بن محمد الباقر بن علي زين العابدين بن الحسين السبط بن علي بن أبي طالب بن عبد المطلب.

## حياته التعلمية والعملية
كان ميلاده ونشأته بمدينة سيئون في حضرموت، ثم انتقل إلى المملكة العربية السعودية سنة 1381 هـ وأكمل دراسته الأساسية بمدرسة الثغر النموذجية بجدة. وبعد ذلك ابتعث لجمهورية مصر العربية لدراسة الطب، وتخرج من كلية الطب جامعة القاهرة، وتعين بعد تخرجه معيدا بقسم العيون بكلية الطب بجامعة الملك عبد العزيز بجدة. ثم ابتعث من قبل الجامعة إلى بريطانيا حيث أمضى ستة سنوات بالدراسة والعمل في المستشفيات والجامعات البريطانية، عاد بعدها إلى المملكة العربية السعودية حيث التحق بمستشفى الملك خالد التخصصي للعيون بالرياض. وقد تولى فيه رئاسة قسم الطوارئ وطب العيون العام.
شارك في التدريس في برنامج التخصص العالي للعيون وأمضى بالرياض خمس سنوات عاد بعدها إلى جدة حيث عمل بمستشفى العيون بجدة لثلاث سنين، ومن ثم رأس قسم العيون بمستشفى الملك عبد العزيز المحجر بجدة لمدة سنتين تفرغ بعد ذلك للعمل بمركزه الخاص لطب وجراحة العيون بمدينة جدة، والذي أنشأه باسم (مركز السقاف لطب وجراحة العيون) عام 1414 هـ.

### الشهادات التي حصل عليها
- شهادة الزمالة الملكية للجراحين بأدنبره - إيرلندا.
- زمالة كلية الجراحين الملكية بلندن - بريطانيا.
- شهادة الزمالة الملكية للجراحين بجلاسكو - اسكتلندا.
- دبلوم طب العيون من جامعة لندن - بريطانيا.
- شهادة إتمام التدريب في تخصص العيون من جامعة لندن - بريطانيا.
- شهادة الزمالة بالتخصص الدقيق في جراحة القرنية ومقدمة العين مستشفى الملك خالد التخصصي للعيون - الرياض.
- بكالوريوس طب وجراحة جامعة القاهرة - مصر.

## مناصبه

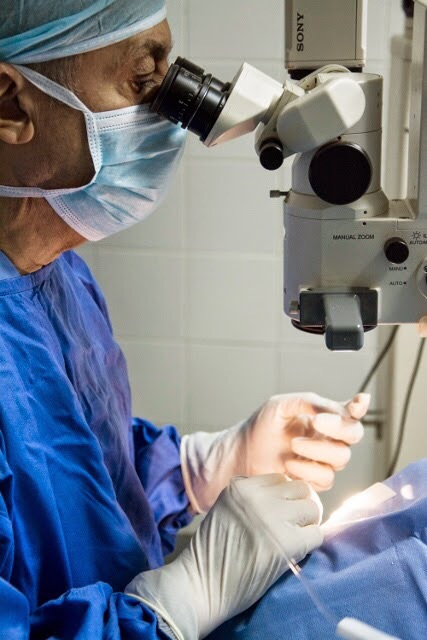
الدكتور علي يقوم بإجراء عملية إزالة الماء الأبيض

- الرئيس التنفيذي بمركز السقاف التخصصي لطب العيون بمدينة جدة.
- استشاري بمستشفى الملك عبد العزيز بمدينة جدة.
- استشاري بمستشفى العيون بمدينة جدة.
- التدريس ببرنامج الزمالة السعودية لطب العيون الرياض.
- رئيس قسم الطوارئ بمستشفى الملك خالد التخصصي للعيون بالرياض.
- طبيب استشاري مستشفى الملك خالد التخصصي للعيون بالرياض.
- أستاذ مساعد بقسم العيون في جامعة الملك سعود بالرياض لسبعة أعوام.
- عضو في الأكاديمية الأمريكية لطب وجراحة العيون.
- عضوالجمعية المصرية للرمد.
- عضو الجمعية السعودية لطب وجراحة العيون.
- عضو سابق بالمجلس العلمي لبرنامج الزمالة السعودية لطب العيون.
- عضو بجمعية زمزم الخيرية.
- عضو بجمعية إبصار الخيرية.

## مؤلفاته
له من المؤلفات الطبية والأدبية:
| - «موسوعة التبصرة في علم البصر» - «العدسات اللاصقة» - «المقدمة لعلوم البصر التطبيقية» - «الحَوَل وأمراض عيون الأطفال» - «أمراض القرنية ومقدمة العين» - «مذكراتي ومختاراتي» سيرة حياة والده الحبيب محسن بن علوي السقاف | - «الاستزادة من أخبار السادة» تاريخ السادة العلويين في العالم - «الزاد لبلد خير العباد» مرجع للأماكن التاريخية في المدينة المنورة - «النظرات والضحكات» - «العج والثج في مآدب الحج» - «المفاهيم السقافية في التفاسير القرآنية» - «العصارة الفقهية من كتب الشافعية» |

## وفاته
توفي الدكتور يوم السبت في الثامن والعشرين من شهر ذي الحجة عام 1439 هـ في مدينة جدة، ودفن بالمدينة المنورة بمقبرة البقيع.

## وصلات خارجية
- الموقع الرسمي لمراكز السقاف لطب العيون.
- أطباء زمان.. في جدة - قبلة الدنيا.